# Moskevské velkoknížectví
Moskevské knížectví, od roku 1328 velkoknížectví (rusky Великое княжество Московское, Velikoje kňažestvo Moskovskoje), nejméně od 19. století označované ruskými historiky jako Moskevská Rus, byl historický státní útvar, existující mezi roky 1276 a 1547 na severovýchodní Rusi. Knížectví vzniklo vydělením údělu z Vladimirsko-suzdalského knížectví, jeho centrem byla Moskva. Bylo vazalem mongolské Zlaté Hordy od svého vzniku až do roku 1480. Během té doby se s podporou Zlaté hordy původně malé nevýznamné knížectví vypracovalo na dominantní subjekt v regionu. K teritoriální expanzi docházelo od konce 14. století po oslabení moci Zlaté hordy. Velkokníže Ivan III. dokončil sobiranije russkich zemel vokrug Moskvy („shromažďování ruských zemí okolo Moskvy“), dobytím dříve samostatných sousedních ruských knížectví, a položil tak základy budoucímu carskému Rusku. To formálně vzniklo roku 1547, kdy Ivan IV. Hrozný přijal dědičný titul ruského cara.

## Dějiny

### Počátky
Moskevské knížectví vzniklo jako nový samostatný útvar v 70. letech 13. století na základě rozhodnutí velkoknížete vladimirského Alexandra Něvského, který je ve své závěti udělil nejmladšímu synovi Daniilovi. Strategicky důležitá Moskva byla do té doby součástí velkoknížectví vladimirského a nebyla nikdy údělem. V době Alexandrovy smrti byly Daniilovi sotva dva roky, proto jeho otec požádal svého bratra Jaroslava, nástupce na vladimirském stolci, aby Moskvu spravoval do doby, než kníže dospěje. Po Jaroslavově smrti (v roce 1271), kdy o velkoknížecí stolec bojovali Alexandrovi starší synové Dmitrij Alexandrovič a Andrej Alexandrovič, se Daniil v Moskvě zcela osamostatnil.
Moskva nebyla zpočátku příliš významným ani rozlehlým údělem. Knížectví se však brzy začalo čile ekonomicky i politicky rozvíjet a rozšiřovat své území. Během několika málo let počátkem 14. století se prvnímu moskevskému knížeti a jeho synu Jurijovi podařilo ztrojnásobit územní rozsah knížectví připojením Kolomny, Možajsku a Pereslavle Zalesské. Šlo o oblasti, které měly z lokálního hlediska nejen značný hospodářský, ale také strategický význam. V roce 1317 udělil chán Zlaté hordy Jurijovi jarlyk na velkoknížectví vladimirské. Stal se tak prvním moskevským knížetem, který tuto hodnost získal.
 Nepodařilo se mu však udržet si ji až do smrti.

### Soupeření s Tverem o velkoknížectví vladimirské

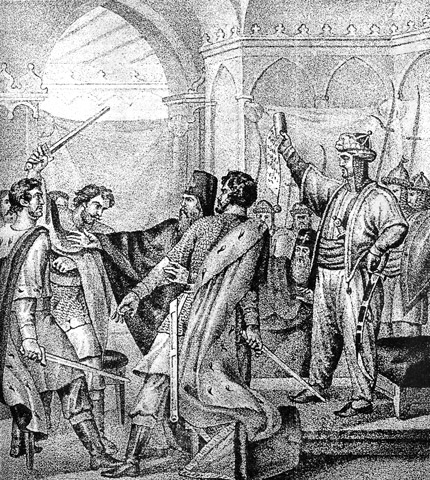
Reprodukce obrazu Borise Chorikova: „Spor ruských knížat ve Zlaté hordě o jarlyk na velkoknížecí stolec“.

Vedle Moskvy se na severovýchodní Rusi zformovala a stabilizovala další knížectví, z nichž nejvýznamnější byl Tver. Obě země měly výhodnou polohu na průsečíku obchodních cest, vedoucích po vodních tocích, i z hlediska strategického. Před nájezdy kočovníků ze stepí je chránily hluboké lesy i velká vzdálenost, což přivádělo na jejich území početné kolonisty z jižních oblastí.
Počátkem 14. století se moskevská a tverská knížata, která byla blízkými příbuznými, stala vážnými konkurenty v boji o získání jarlyku na titul velkoknížete vladimirského, jenž v sobě zahrnoval jistý nárok na vládu nad celou Rusí. To vyhovovalo chánům Zlaté hordy, kteří se podněcováním konfliktů mezi Rurikovci snažili zabránit rozšiřování jejich domén a upevňování moci. Zápas mezi knížaty tverským Michailem Jaroslavičem (1271–1318, od 1304 velkokníže vladimirský) a moskevským Jurijem Daniilovičem (1303–1325, velkokníže vladimirský 1317–1322) skončil násilnou smrtí obou. Michail byl popraven na chánově dvoře, Jurij později zavražděn jeho synem Dmitrijem (1318–1325, velkokníže vladimirský 1322–1325).
Mezitím Tataři podnikali loupeživé nájezdy na Rus, kde vraždili a ničili nově budované hodnoty. Jurij Daniilovič se snažil dosáhnout odvolání tatarských výběrčích z ruských zemí a soustředit vybírání tatarské daně, tzv. vychodu do svých rukou. To se podařilo za vlády jeho mladšího bratra Ivana I. Kality (1325–1341, velkokníže vladimirský od 1328), který byl schopným, ale také velmi pragmatickým vládcem a používal ne právě vybíravé prostředky. Dokázal obratně shromáždit značné finanční prostředky, a to především díky tomu, že daně, které odváděla ruská knížectví do Zlaté hordy, procházely jeho rukama. Šlo o značně vysoké částky, jejichž výběrem zatížil Ivan především ekonomicky zdatný Novgorod, nikoliv vlastní moskevské poddané. Použil je na další rozšiřování území moskevského knížectví, okázalou výstavbu v sídelní Moskvě, ale také k podplácení představitelů Zlaté hordy, aby je přiměl jednat ve svém zájmu. Jeho vztah k chánovi byl navýsost loajální. Na přelomu let 1327 až 1328 stál v čele tatarské trestné výpravy, která měla za úkol zlikvidovat protitatarské povstání v Tveru a kromě toho zdevastovala široké okolí. Povstání a pozdější poprava tverského knížete Alexandra Michajloviče v Hordě roku 1339 ukončily mocenské ambice tverských vládců. V následujících letech Tver nevedl politiku nepřátelskou vůči Moskvě a stal se do jisté míry závislým na moskevských vládcích.
V důsledku Ivanovy politiky zůstalo území moskevského knížectví ušetřeno excesů tatarského plenění a mohlo se zdárně ekonomicky rozvíjet a bohatnout.
Prestiž Moskvy jako velkoknížecí rezidence se výrazně zvýšila, když sem roku 1328 natrvalo přesídlil z Vladimiru metropolita Feognost, představený celé ruské církve

### Sobiranije russkich zemelpod vládu moskevských knížat

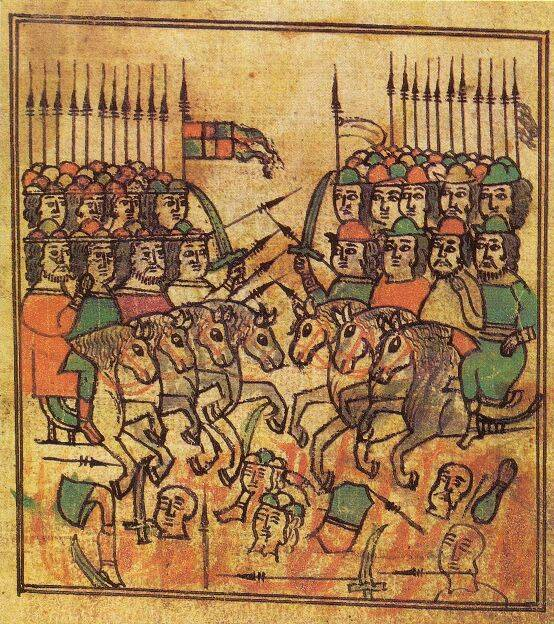
Kulikovská bitva, iluminace z Obrázkového letopisného svodu Ivana Hrozného (~1576)

Ve druhé polovině 14. století si Moskva začala postupně podmaňovat knížectví severovýchodní Rusi, někdy s přímou vojenskou podporou Zlaté hordy. V tomto kontextu je Moskevské knížectví spíše produktem mongolského otroctví, než dědictvím drsné slávy normanské Kyjevské Rusi.
Tvrzení, že Moskva byla hegemonem boje proti tatarské nadvládě je zpochybňováno například tím, že ještě v roce 1432 ani Vasilij II ani Jurij, jeho strýc a soupeř v boji o moskevský trůn, nezpochybňovali mongolskou nadvládu ani právo chána rozhodovat o následníkovi moskevského trůnu a vydali se do Saraje, aby požádali chána o rozhodnutí jeich sporu, ten po dlouhém politikaření a pravděpodobně i tučném úplatku jmenoval knížetem Vasilije.
Moskevské knížectví se několikrát pokusilo odmítnout uznat mongolskou nadvládu, jmenovitě v letech 1374–1380, 1396–1411, 1414–1416 a 1417–1419, převažovala však období loajality a kolaborace.
Proti tatarské nadvládě se vzepřel například kníže Dmitrij Donský, děd Vasilije II. Podporoval jej v tom především jeho učitel a hlavní regent v době jeho nezletilosti, metropolita celé Rusi Alexij, který se identifikoval s mocenskými nároky moskevských vládců, učinil je záležitostí ruské pravoslavné církve a usiloval o povznesení Moskvy do role představitele ruských „národních“ i církevních zájmů. Bitva na Kulikovském poli (1380), v níž spojená vojska pod velením moskevského knížete zvítězila, je oslavována jako veliké vítězství (a naplnění Alexejových ideálů, kterého se však on sám již nedožil). Skutečný dopad bitvy byl však minimální, protože již o dva roky později vojska Zlaté hordy pod velením Tochtamiše Moskvu vyplenila a srovnala se zemí. Dmitrij Donský, který před chánovým vojskem utekl do Kostromy byl donucen akceptovat podmínky poddanství, které oficiálně skončilo až o 100 let později.

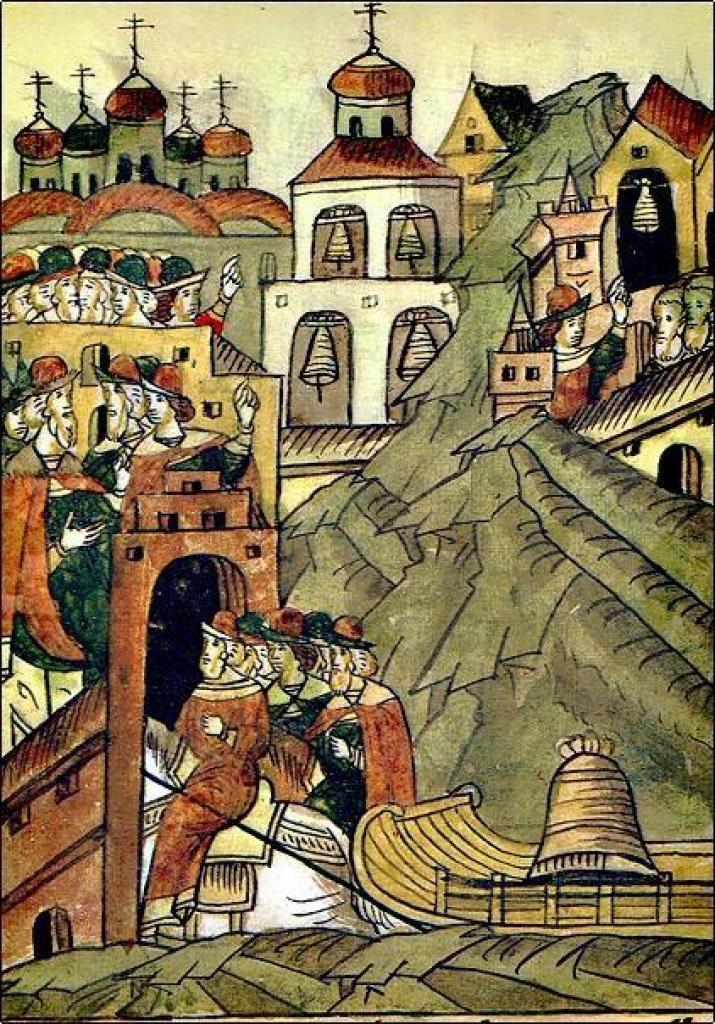
Moskevská vojska odvážejí věčevý zvon (symbol samosprávných svobod) z Novgorodu do Moskvy. Iluminace z Obrázkového letopisného svodu

Vláda moskevského velkoknížete Ivana III. (1465–1505) byla velmi důležitou etapou dějin moskevského státu. Ivan III. završil politické směřování svých předchůdců – definitivně podřídil knížectví severovýchodní Rusi svrchovanosti Moskvy. Předpokladem ke zdárnému dovršení tohoto úsilí byla porážka vnitřní opozice údělných knížat za vlády Ivanova otce Vasilije II. (1425–1465). Ivan III. tak mohl pokračovat v expanzivní politice svých předchůdců bezprostředně po nastoupení na trůn. V roce 1463 byla definitivně k moskevskému knížectví připojena Jaroslavl a v roce 1474 zbývající části Rostovského knížectví. V tomto případě se vládci posledních menších samostatných celků sami poddali většímu a mocnějšímu politickému subjektu, třebaže tak neučinili zcela dobrovolně, ale pod tlakem okolností.
Mezi nejdůležitější úspěchy Ivana III. patří, že se mu podařilo připojit k moskevskému státu významné obchodní středisko Veliký Novgorod s obrovským bohatým zázemím a velkoknížectví tverské, jež bylo dlouholetým politickým soupeřem Moskvy. To se neobešlo bez použití vojenské síly. Novgorodští bojaři i velkokníže tverský hledali pomoc u největšího politického protivníka Moskvy, polského krále a litevského velkoknížete Kazimíra IV. Jagellonského, jíž se jim však navzdory uzavřeným dohodám nedostalo. Novgorod ztratil svou politickou samostatnost postupně v letech 1471–78, Tver 1483–85. Jedinými samostatnými ruskými zeměmi poté zůstaly Pskov a rjazaňské velkoknížectví, ale jejich nezávislost byla už pouze formální záležitostí. S konečnou platností ji zlikvidoval již Ivanův nástupce Vasilij III.

### Expanze vně hranic Rusi

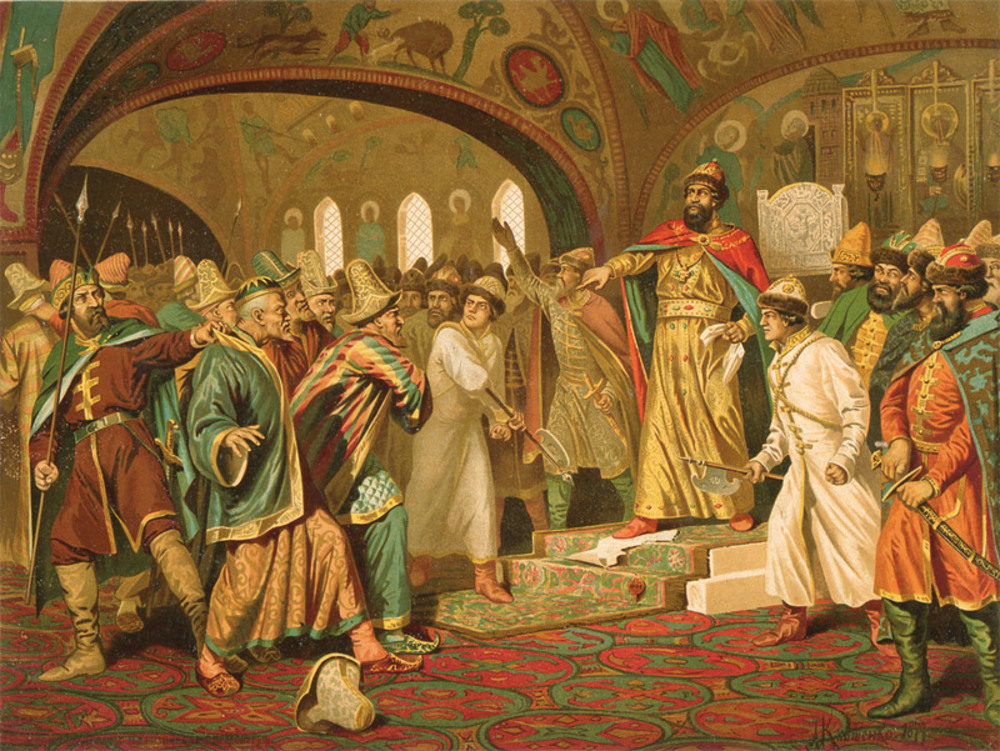
Ivan III. trhá chánův dopis a rozkazuje popravit poselstvo Velké hordy (1478)

V letech 1472 a 1480 se Ivanovi III. podařilo zbavit ruské země definitivně poplatnosti na Velké hordě, nástupnickém státu Zlaté hordy. Dále však musely odvádět poplatky krymskému chanátu, který byl od roku 1466 spojencem Moskvy.
Všechna dosud samostatná knížectví se stala součástí postupně se formujícího jednotného státu a tato skutečnost postavila před moskevskou politickou reprezentaci otázku, zda má pokračovat ve sjednocovacím procesu, to znamená usilovat o připojení těch zemí, které se mezitím staly součástí polsko-litevské unie. To se stalo jednou z nejdůležitějších zahraničně politických otázek, které řešila moskevská vláda v následujících desetiletích. Dále tu byl problém boje s Tatary a otázka přístupu k Baltskému moři. Aktuální se staly již na přelomu 15. a 16. století, definitivně byly vyřešeny teprve za vlády Petra Velikého a Kateřiny II. v 18. století.
Značnou aktivitu projevila moskevská politika v 80. letech také ve vztahu k livonskému řádu. Zatímco mezi Livonskem a Novgorodem Velikým existovala až dosud jistá rovnováha, s rozšiřováním přímé moci Moskvy do novgorodské oblasti byl do rusko-livonských vztahů vnesen z ruské strany prvek agresivity. Livonští rytíři ztratili během 15. století dosavadní významné postavení ve východním Pobaltí, Livonsko bylo vnitřně oslabováno spory mezi rižským arcibiskupem, řádem a měšťany zdejších hanzovních měst. Tak se pro Rusy stalo nepříliš silným protivníkem, jak ukázaly výsledky několika vpádů Moskvy na jeho území, které skončily příměřím.

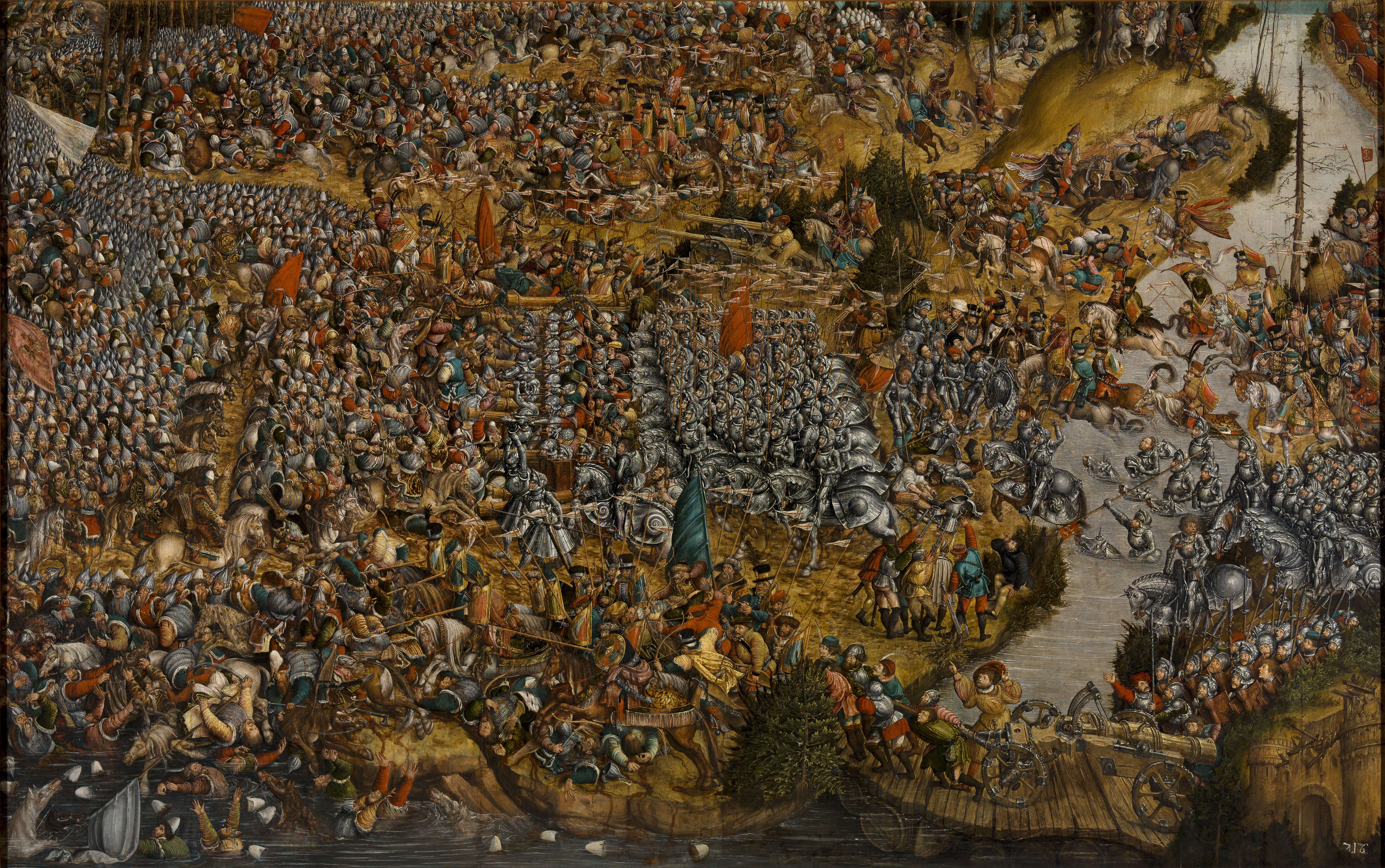
Polsko-litevská unie porazila 8. září 1514 vojska knížete Vasilije III. v bitvě u řeky Orša

Poté, co se Moskvě podařilo významně eliminovat tatarské nebezpečí a pominula také hrozba útoku ze strany livonského řádu, staly se největším zahraničně politickým problémem moskevského státu vztahy s Litvou a s Polskem. V letech 1486–1487 zesílily dosavadní litevsko-moskevské pohraniční srážky a přerostly ve válečný konflikt. Po smrti Kazimíra IV. roku 1492 došlo k litevsko-moskevskému vyjednávání, jehož výsledkem bylo roku 1494 uznání moskevských územních zisků. Roku 1500 vypukla další válka, litevsko-livonský vpád do Ruska však dalším moskevským územním ziskům nezabránil. Příměří bylo uzavřeno roku 1503. Další litevsko-ruské konflikty následovaly v letech 1507–1508 a 1512–1522. Roku 1514 dobyli Rusové Smolensk, strategicky významné knížectví, o něž měli eminentní zájem obě strany.

## Seznam panovníků
- Daniil Alexandrovič (1276–1303) – moskevský kníže
- Jurij III. Daniilovič (1303–1325 – moskevský kníže a velkokníže vladimirský (1317–1322)
- Ivan I. Kalita (1325–1341) – kníže moskevský a velkokníže vladimirský (1328–1341)
- Semjon Hrdý (1341–1353) – kníže moskevský a velkokníže vladimirský
- Ivan II. Ivanovič (1353–1359) – kníže moskevský a velkokníže vladimirský
- Dimitrij Ivanovič Donský (1359–1389) – kníže moskevský a velkokníže vladimirský (1362–1389)
- Vasilij I. Dmitrijevič (1389–1425) – první velkokníže moskevský[10]
- Vasilij II. Vasiljevič Temný (1425–1462)
- Ivan III. Vasiljevič Veliký (1462–1505)
- Vasilij III. Ivanovič (1505–1533)
- Jelena Glinská (1533–1538), kněžna regentka
- Ivan IV. Vasiljevič Hrozný (1533, resp. 1547–1584), od 1547 užíval titulu car

## Kníže moskevský jako francouzský šlechtický titul
V průběhu svého tažení do Ruska propůjčil císař Francouzů Napoleon Bonaparte titul „kníže moskevský“ resp. „kníže z Moskvy“ svému maršálovi Michelu Neyovi. Stalo se tak v souvislosti s Neyovou statečností a velitelským uměním při bitvě u Borodina. Francouzi označují tuto bitvu v souladu se samotným Napoleonem jako „bitvu o Moskvu“ (bataille de la Moskova). Toto označení se však de facto vztahuje na řeku Moskvu, nikoliv na město Moskva, které bylo Francouzi zprvu obsazeno, avšak po velkém požáru opět opuštěno. Neyův titul knížete moskevského nebyl ani z francouzské, natož z ruské strany spojen se žádnými právy nebo zvláštními privilegiemi v samotném městě či v celém Ruském impériu po dobu jeho dobývání. Během druhého francouzského císařství nicméně tohoto titulu užívali také Neyův syn a vnuk.